# William Kent
William Kent (Bridlington, 1685 circa – Londra, 12 aprile 1748) è stato un pittore, decoratore e architetto britannico.

## Biografia
Dopo essersi formato come pittore di carrozze e decoratore, nel 1709 Kent andò in Italia, a Roma, per un periodo di studio dal 1709 al 1719. 
Qui conobbe Thomas Coke, col quale tornò nel Belpaese nel 1714: durante questo secondo viaggio, Kent ebbe l'occasione di apprezzare le ville di Andrea Palladio a Vicenza e conobbe Richard Boyle di Burlington, con il quale tornò in Inghilterra nel 1719. 
L'amicizia con Richard Boyle fu decisiva per la sua carriera: con lui collaborò a lungo, curando su sua commissione l'edizione dei Designs of Inigo Jones (Progetti di Inigo Jones), innovando l'architettura paesaggistica e aderendo al neopalladianesimo. Kent è anche considerato uno dei primi architetti del 'Gothic revival'.
Kent decorò alcune stanze di Kensington Palace e della Chiswick House e progettò la Holkham Hall di Norfolk, realizzata nel 1734 su commissione dei conti di Leicester. La costruzione fu progettata come un blocco rettangolare con quattro padiglioni staccati, ma collegati ad angoli. Kent disegnò anche la decorazione e il mobilio inserendo elementi classicheggianti.
Il suo edificio più famoso, però, fu realizzato dopo la sua morte: si tratta della Horse Guards, a Whitehall, caratterizzato da finestre di tipo veneto.
Kent risultò uno dei più importanti esponenti del giardino all'inglese naturalistico, grazie all'introduzione del disegno informale romantico, e al superamento dei vecchi schemi geometrici. 
Si distinse anche come disegnatore di mobili, caratterizzandosi per l'unione fra lo stile classico e quello barocco, anticipando così gli ornatisti del secondo Settecento.
Kent ottenne numerosi titoli e riconoscimenti, come quello di pittore ritrattista del re nel 1739 e decoratore ufficiale del re.

## Opere principali

### Interni e giardini
- Wanstead House, progettato da Colen Campbell, decorazioni interni, (1721–1724)
- Burlington House, Londra, decorazioni interni, (circa 1727)
- Chiswick House, Londra, interni e mobilia, (circa 1726–1729)
- Houghton Hall, interni e mobilia, (circa 1726–1731), stalle, (circa 1733-1735)
- Ditchley, Oxfordshire, progettato da James Gibbs, interni, (circa 1726)
- Sherborne House, Gloucestershire, mobilia, (1728)
- Stowe House, interni e giardino, (circa 1730-1748)
- Alexander Pope, villa, giardino, (circa 1730), demolito
- Richmond Gardens, giardino, (1730–1735), demolito
- Stanwick Park, ristrutturazione e interni, (circa 1730–1740)
- Raynham Hall, interni e mobilia, (circa 1731)
- Kew House, (1731–35), demolito
- Esher Place, le ali, (circa 1733), demolito
- Shotover House, obelisco, templi ottagonali e gotici, (1733)
- Holkham Hall, progettato con Richard Boyle, III conte di Burlington e Thomas Coke, I conte di Leicester, realizzato da Matthew Brettingham, (1734–1765)
- Devonshire House, mobilia, (1734–1735), demolito
- Easton Neston, caminetti, (1735)
- Aske Hall, tempio gotico, (1735)
- Claremont Garden, giardino, (1738), attualmente vi è solo il tempio a cupola dell'isola nel lago
- Rousham House, aggiunta di ali e abbellimento del giardino, (1738–1741)
- Badminton House, (circa 1740)
- 22 Arlington Street, Londra, (1741–1750), completato dopo la morte di Kent da Stephen Wright
- 44 Berkeley Square, Londra, (1742–1744)
- 16 St. James Place, Londra (1740), demolito
- Oatlands Palace, giardino, (circa 1745), demolito
- Euston Hall, Suffolk, (1746)
- Wakefield Lodge, Northamptonshire, (circa 1748–1750)

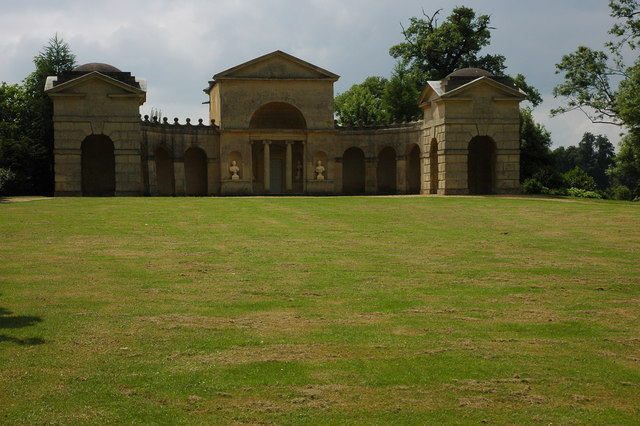
Tempio di Venere, Stowe
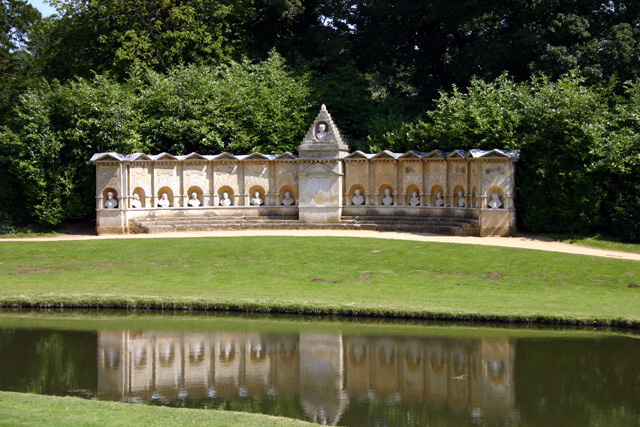
Tempio dei Valori britannici, Stowe
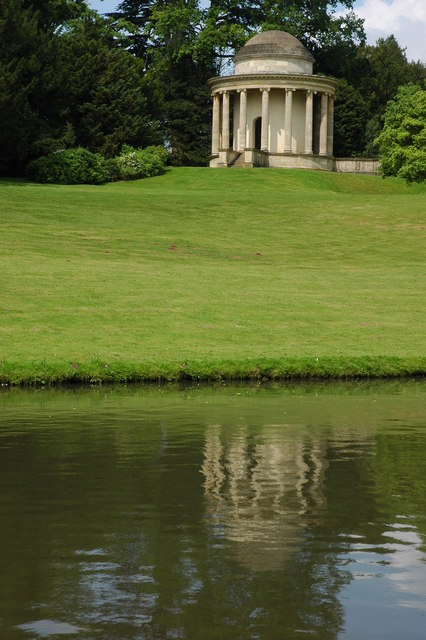
Tempio delle Antiche virtù, Stowe
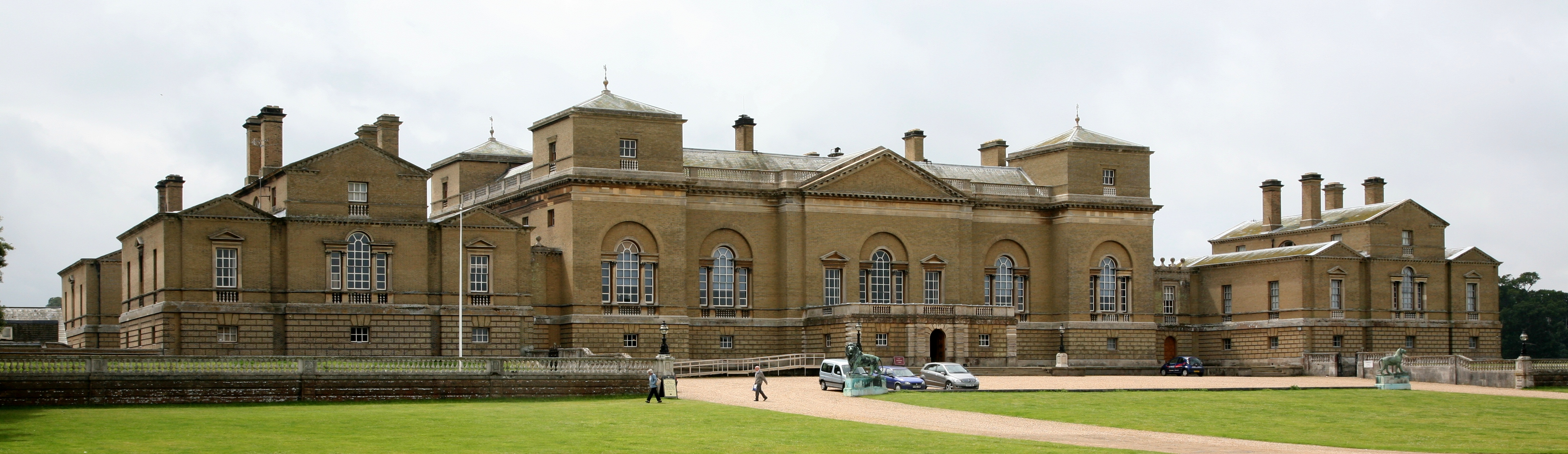
Holkham Hall, fronte nord
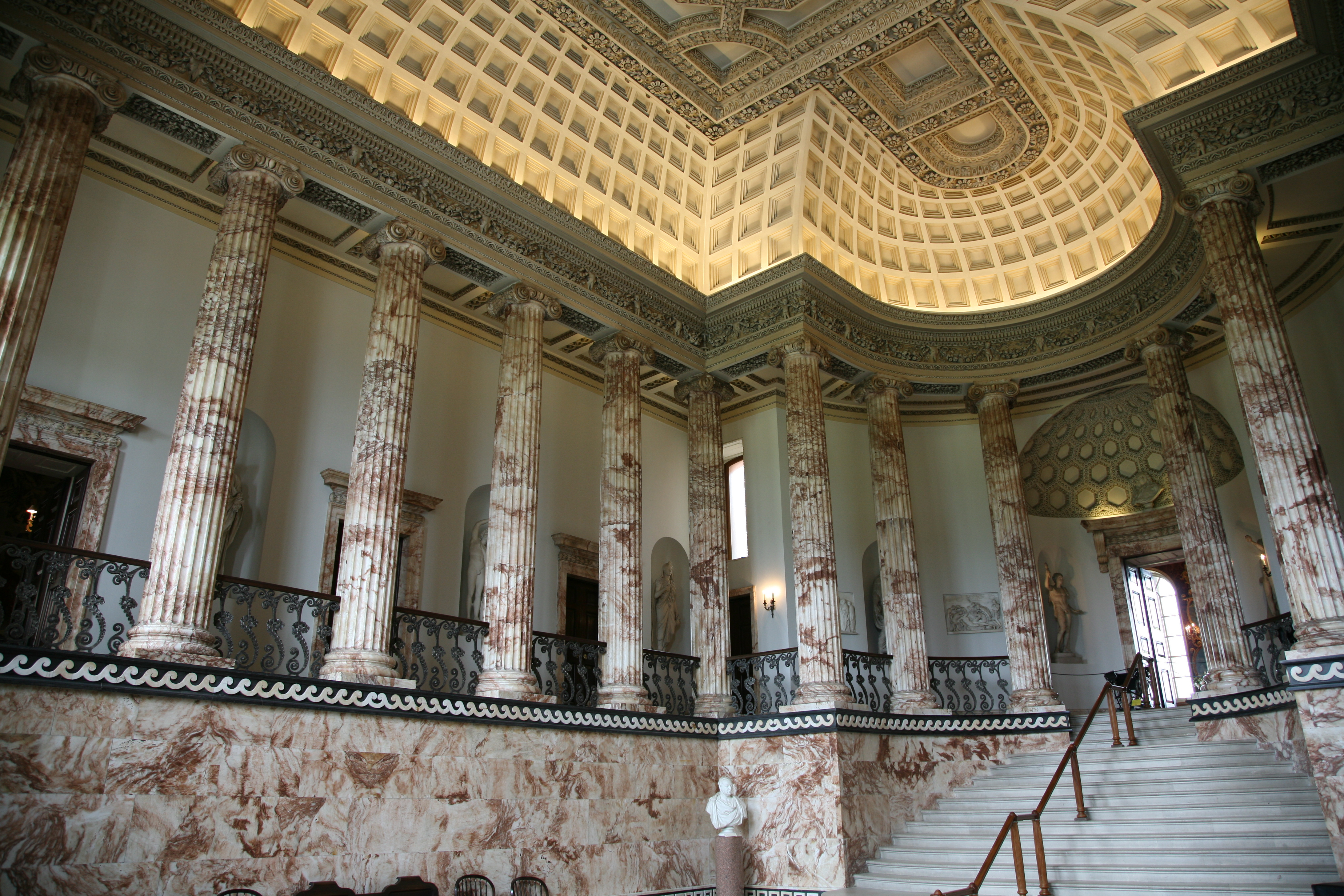
Holkham hall, sala di marmo
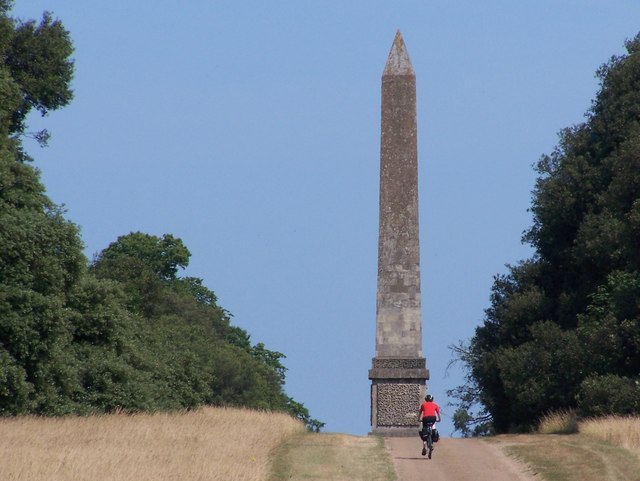
Obelisco, Holkham Hall
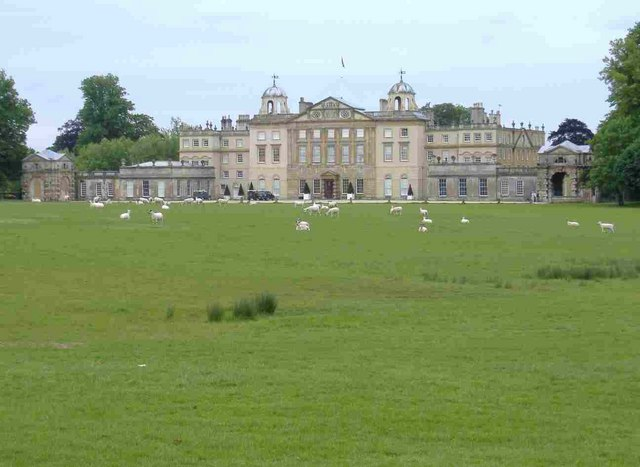
Badminton House
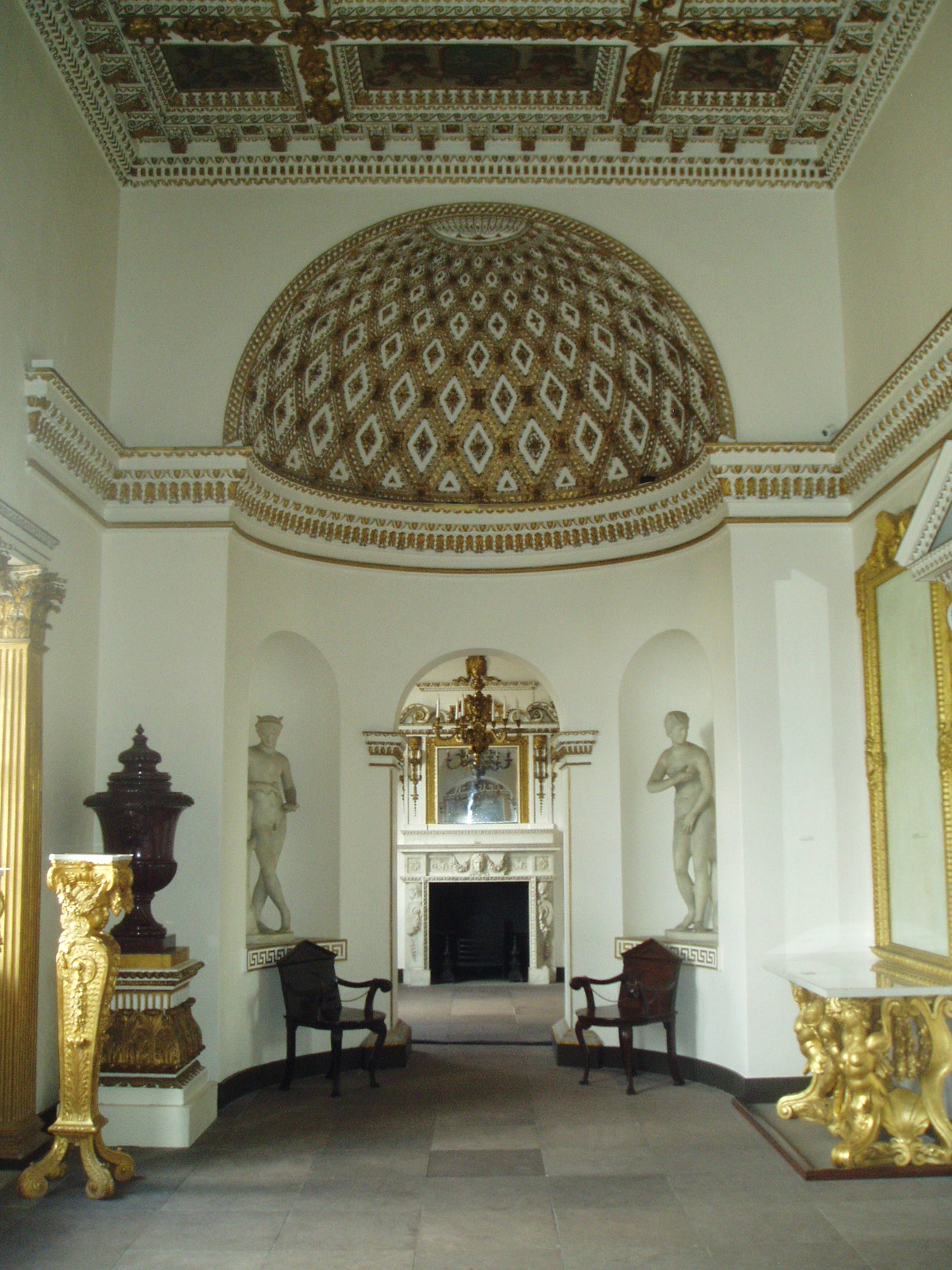
Chiswick House, la galleria
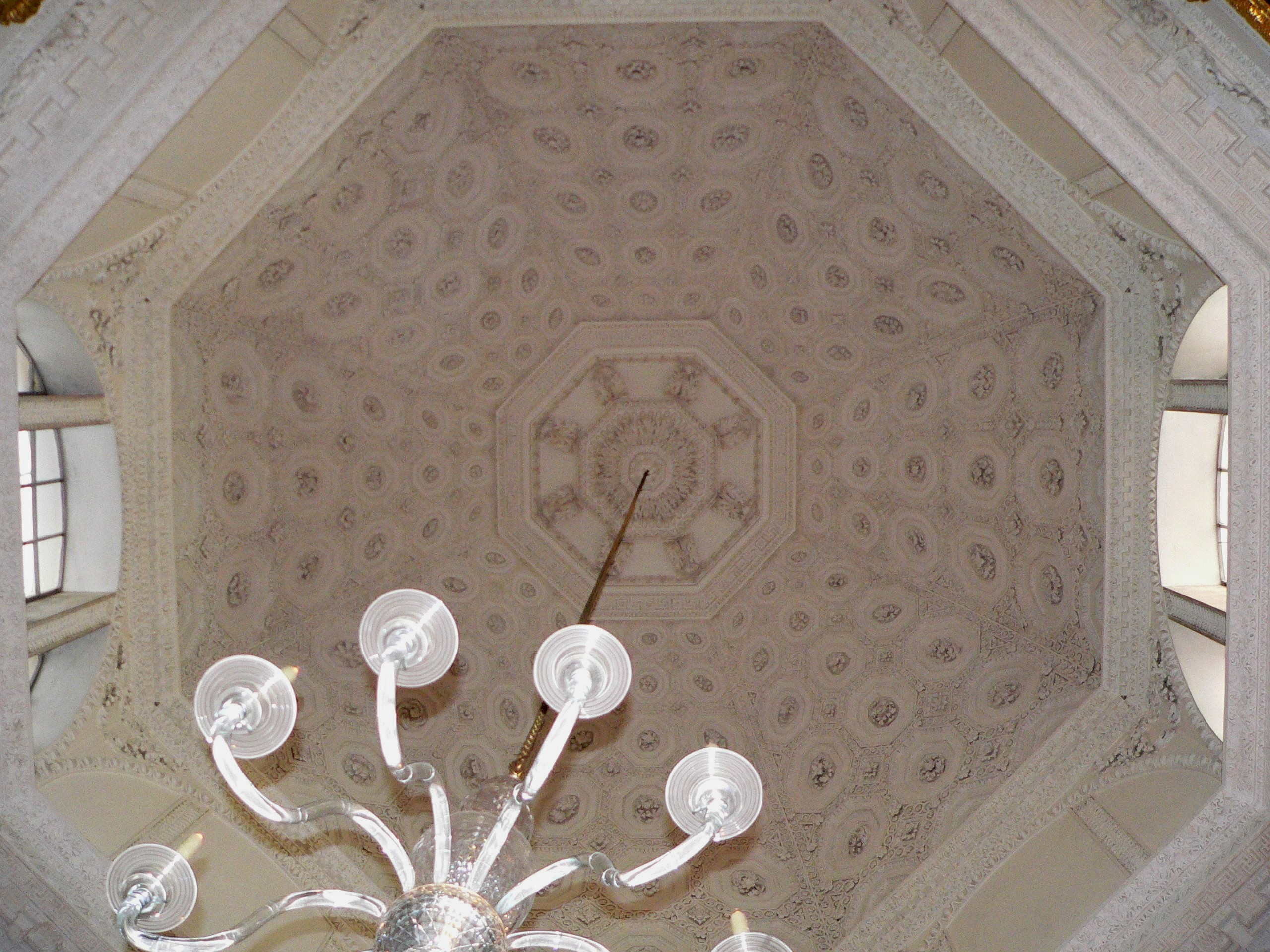
Chiswick House, salone della cupola
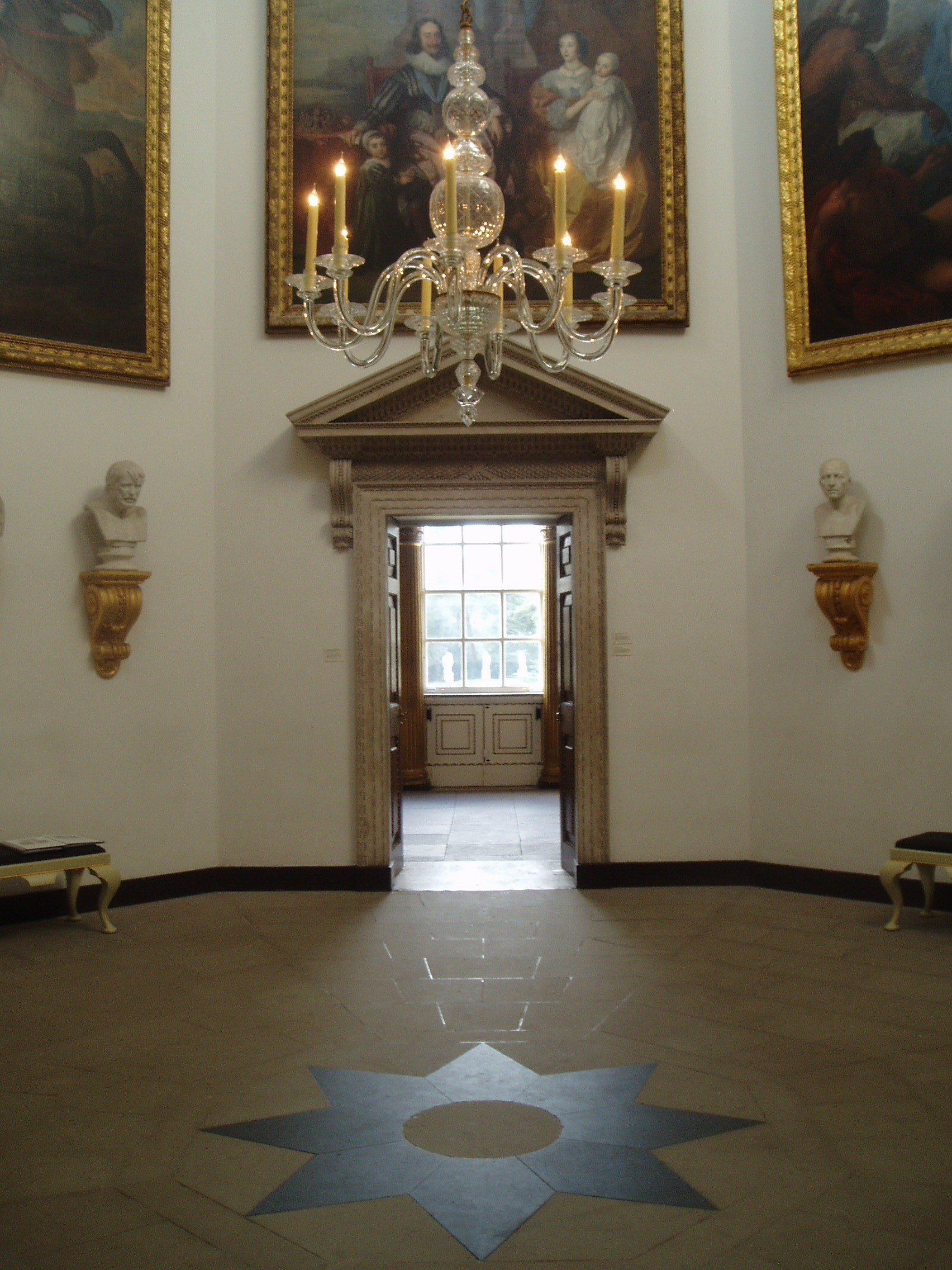
Chiswick House, salone
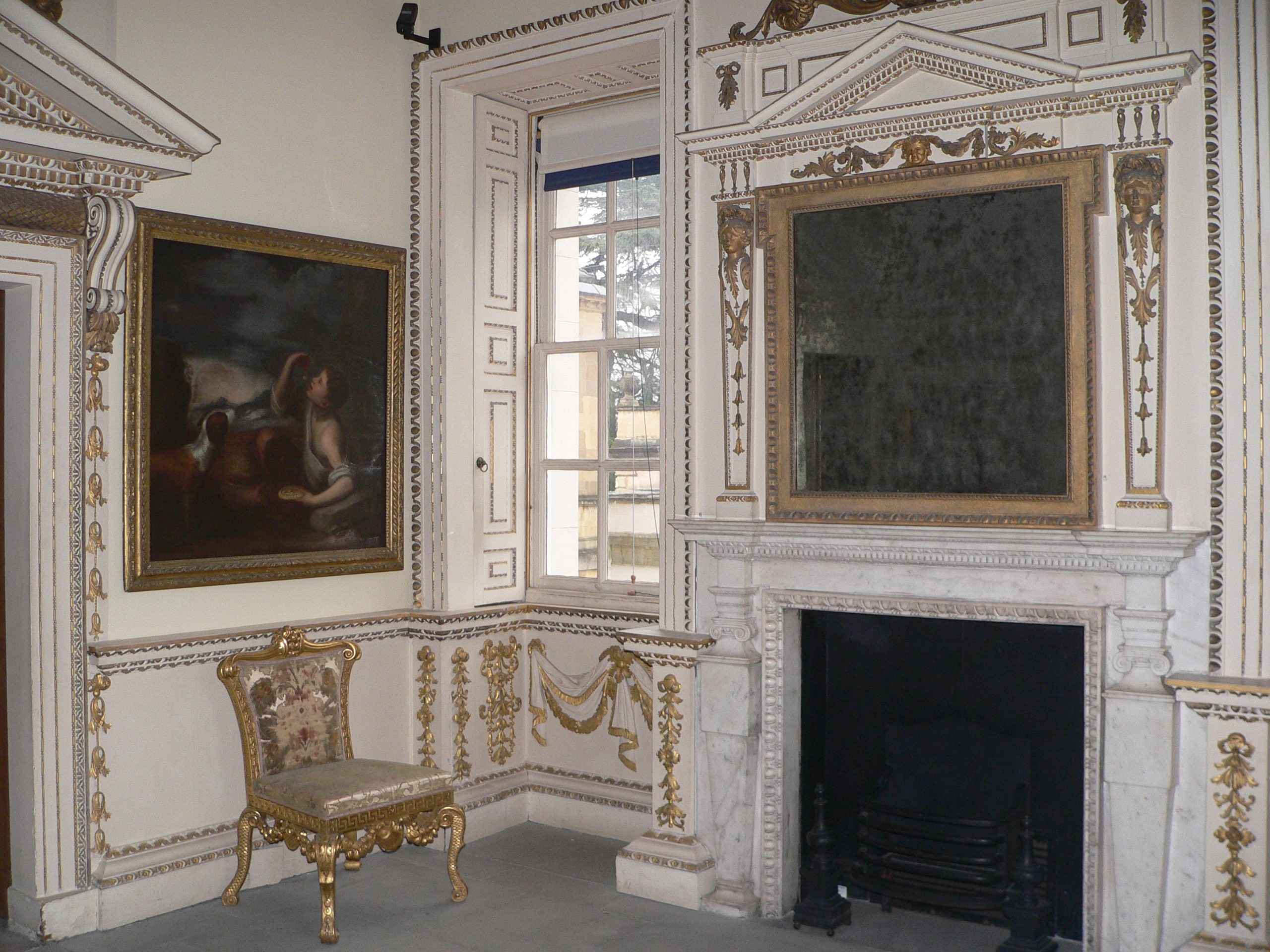
Chiswick House, camera da letto
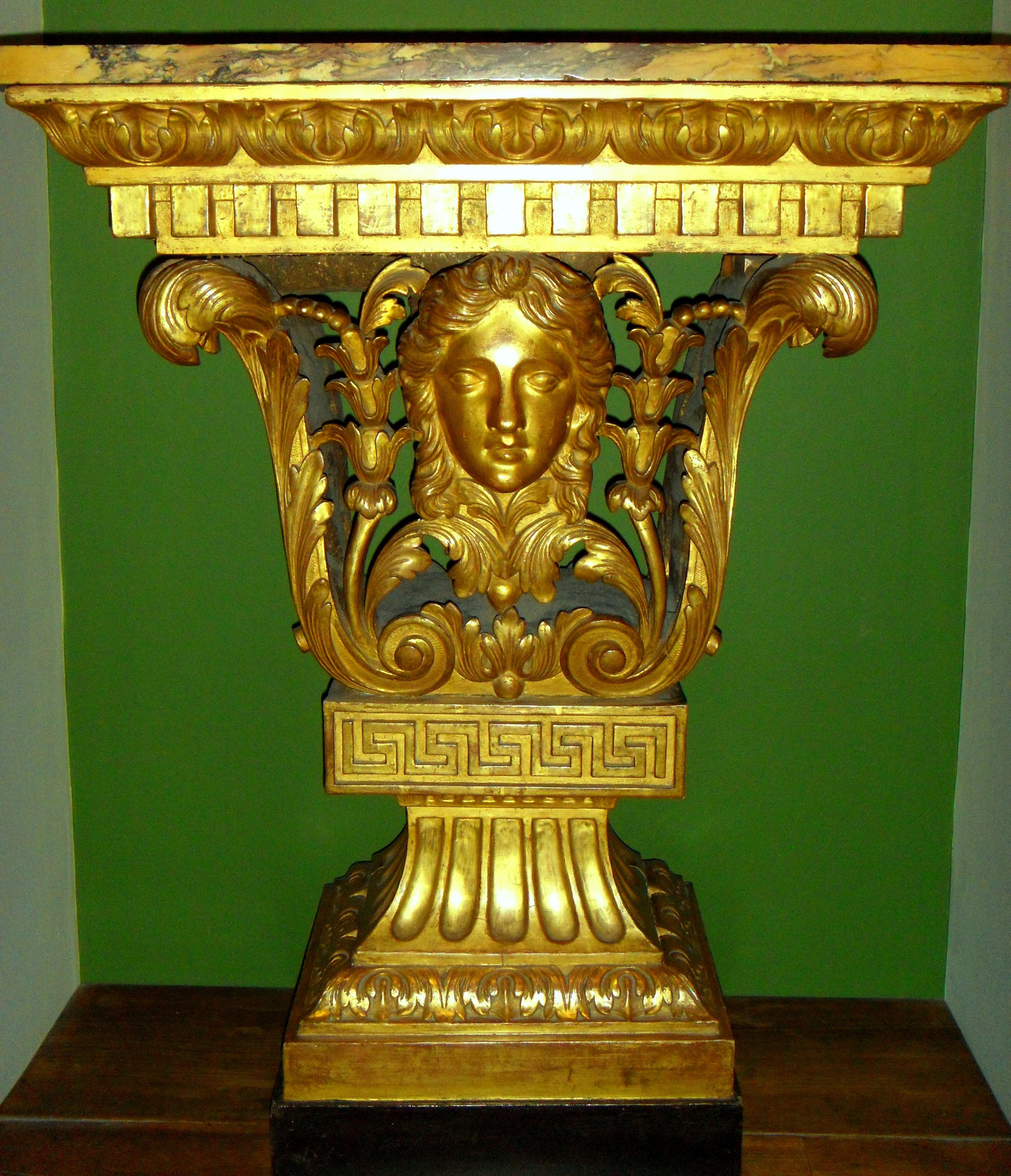
Chiswick House, tavolo
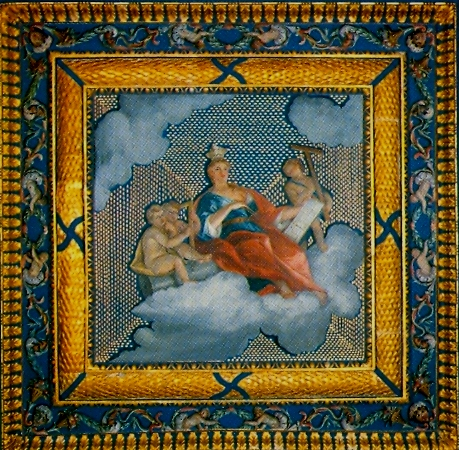
Chiswick House, soffitto della sala del velluto blu
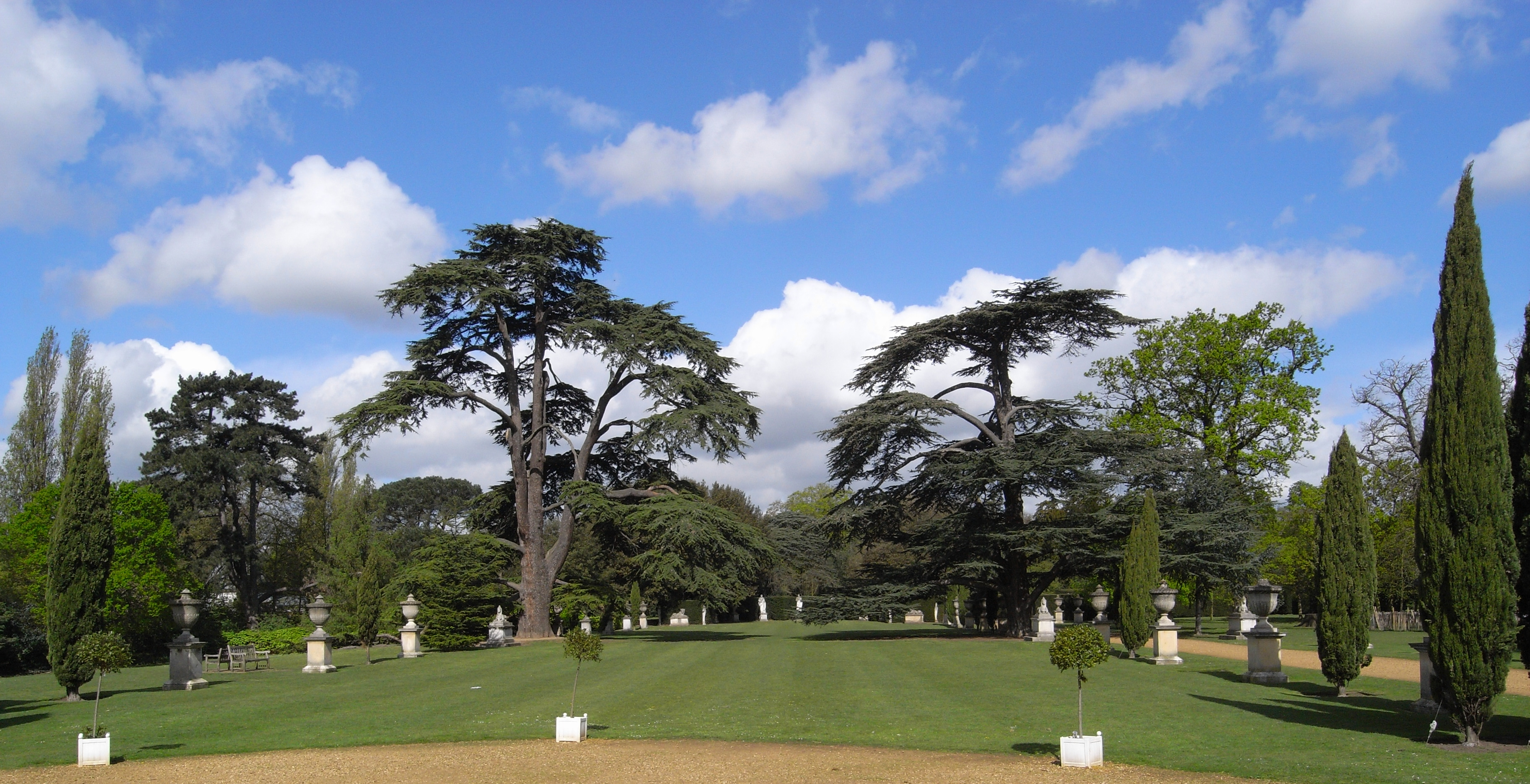
Chiswick House, giardino
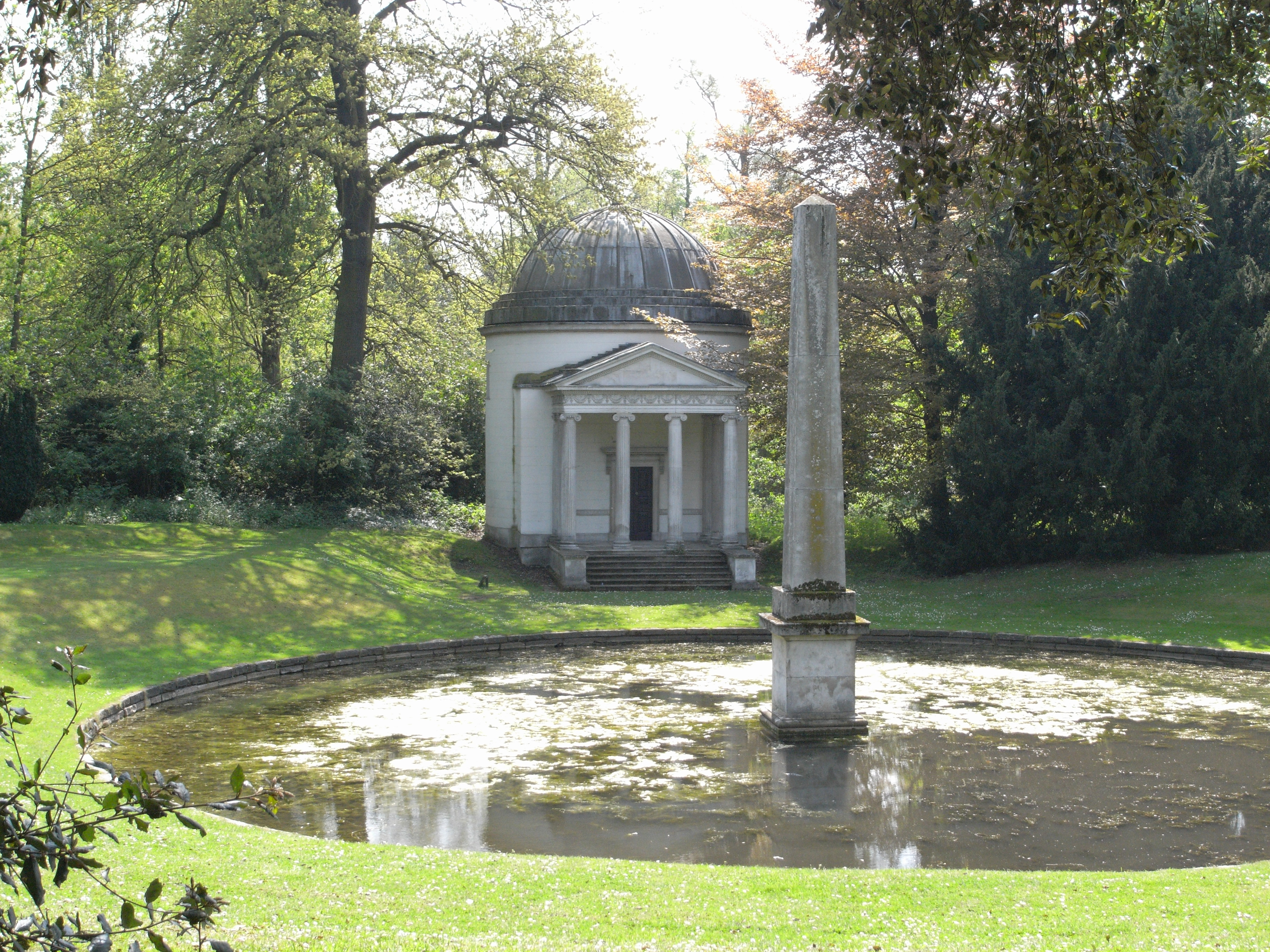
Chiswick House, giardino
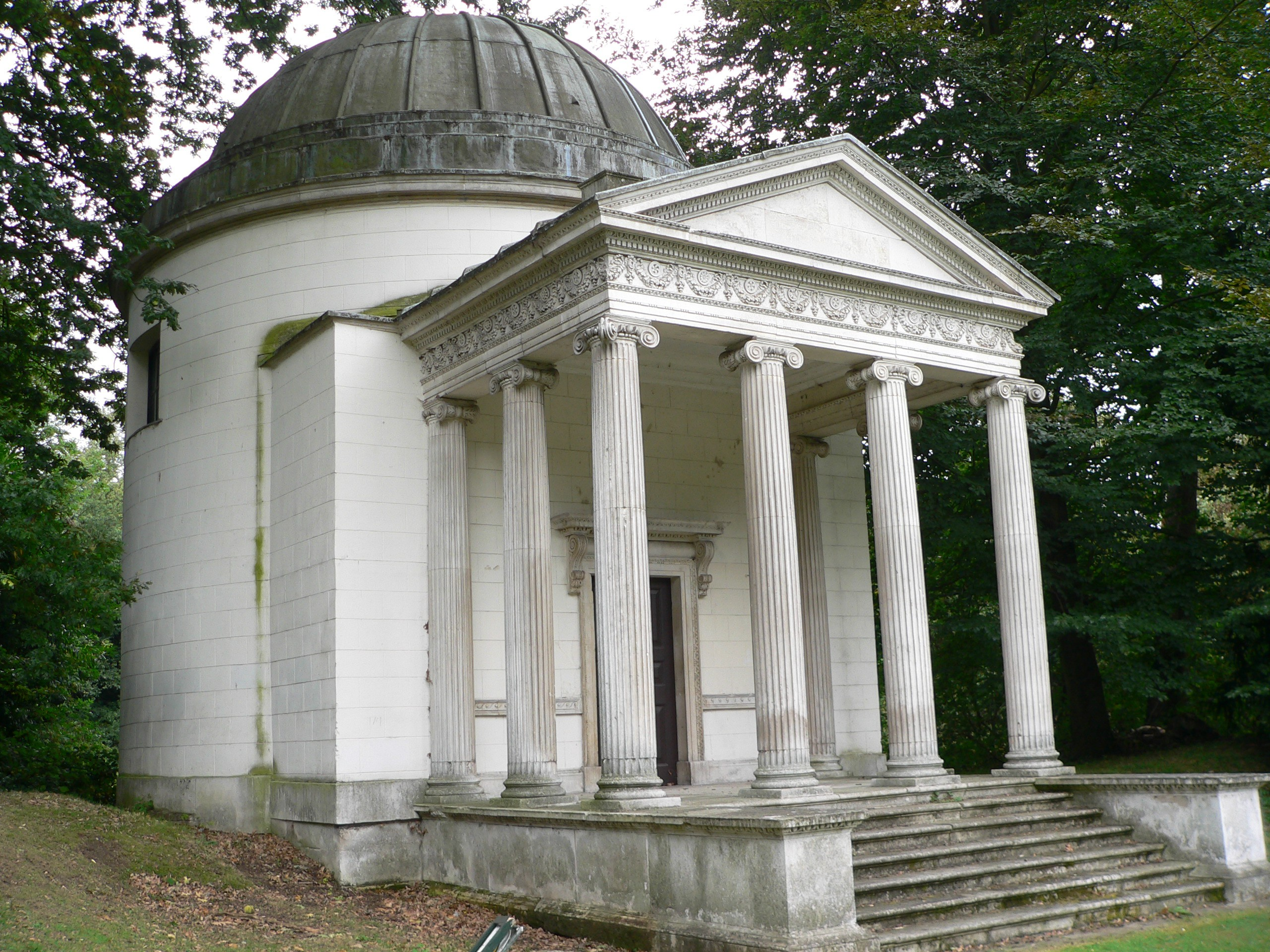
Chiswick House, tempio
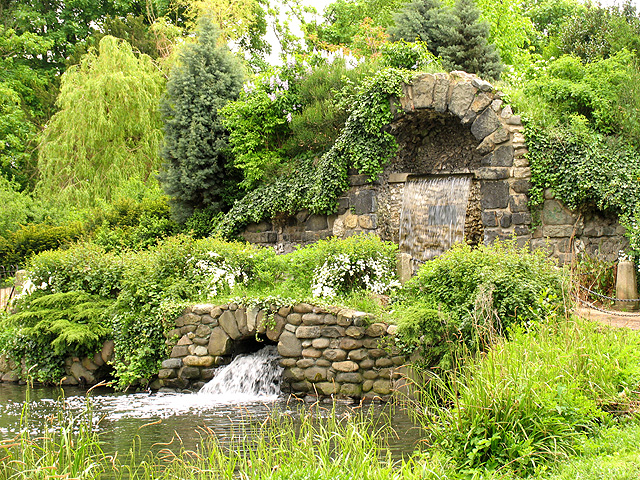
Chiswick House, giardino
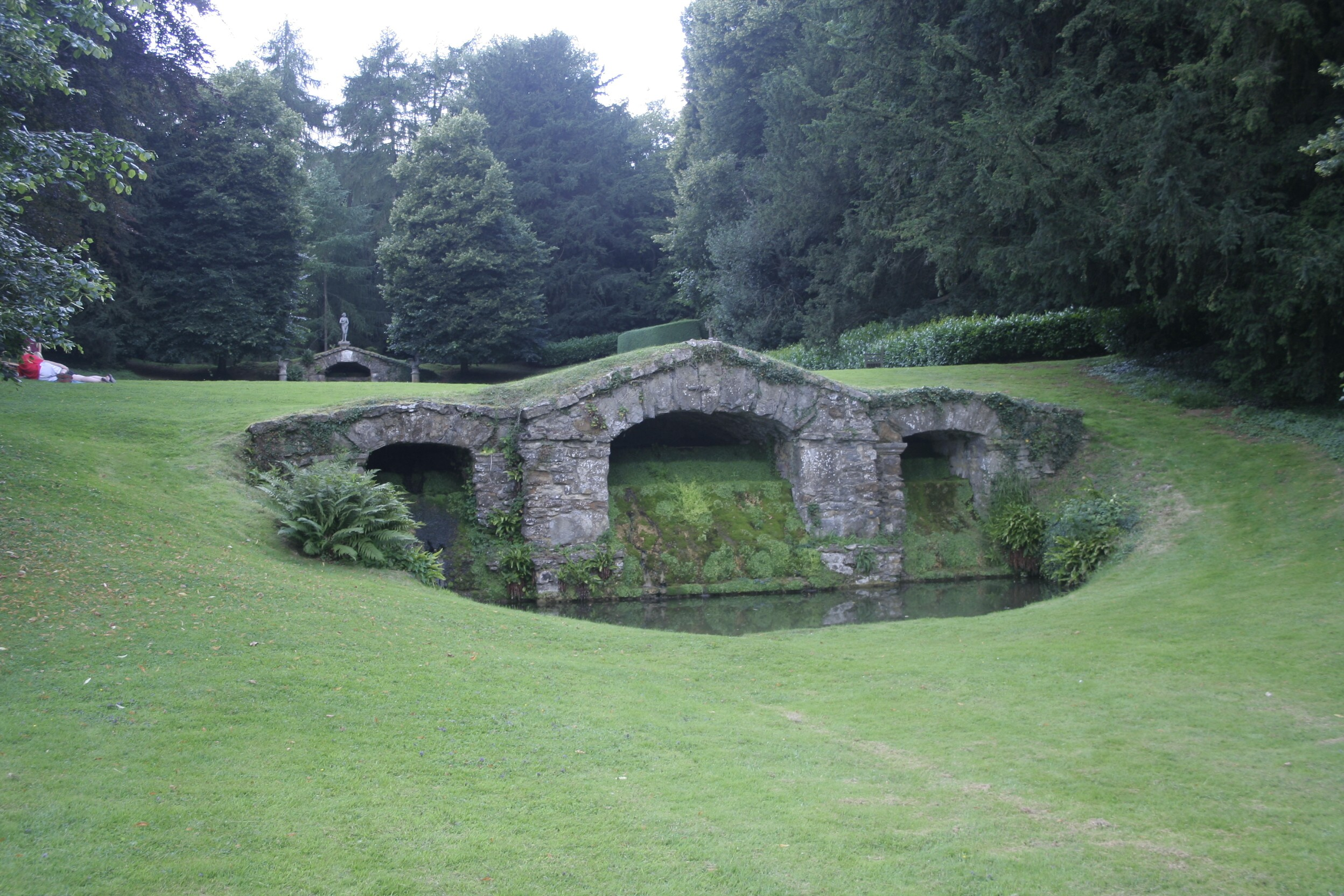
Rousham Cascade
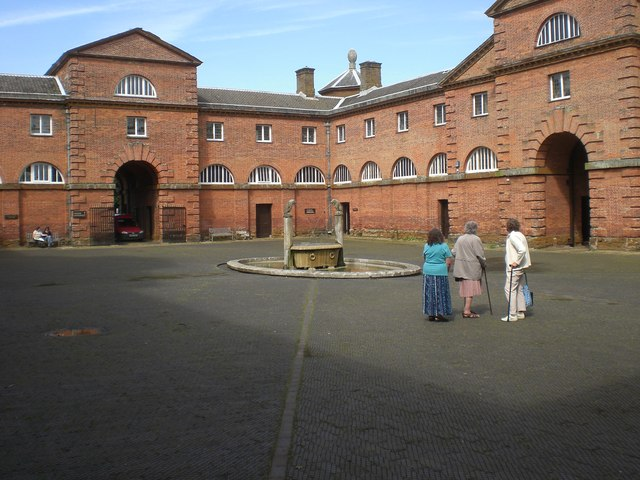
Houghton Hall Stableyard
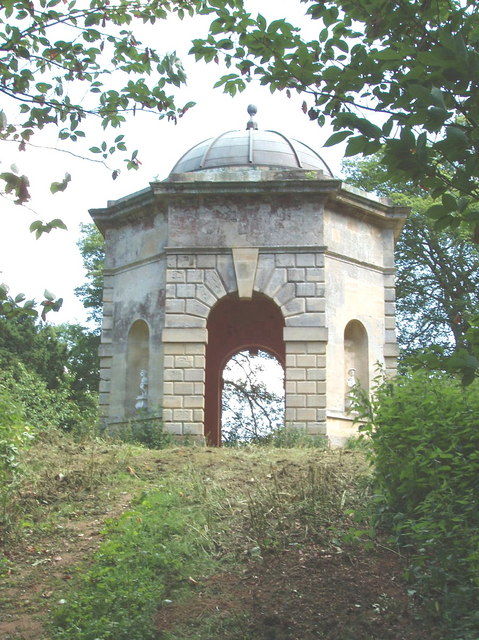
Shotover House, tempio
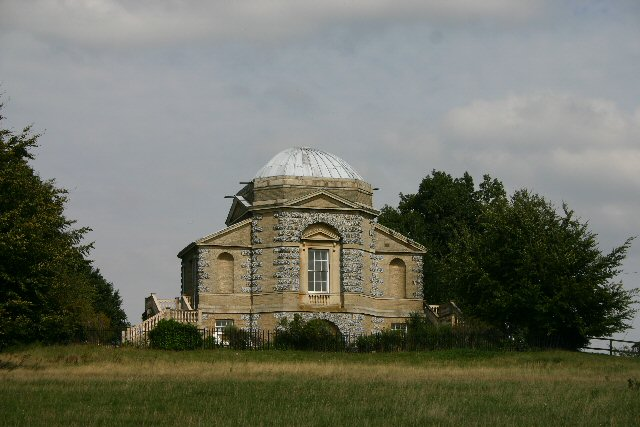
Euston Park, tempio
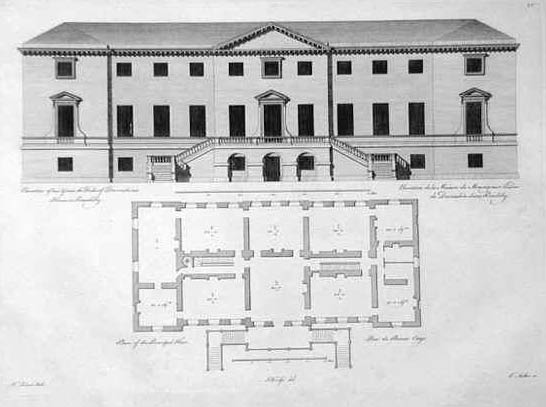
Devonshire House, Londra

### Edifici pubblici e commissioni reali
- Chiesa di San Giuliano dei Fiamminghi, soffitto dipinto, (circa 1717)
- York Minster, pavimento di marmo, (1731–1735)
- Royal Mews, (1731–1733), demolito
- Royal State Barge, (1732)
- Hampton Court Palace, porta nel cortile del tribunale e stanze per il duca di Cumberland, (1732)
- Kensington Palace, interni, compresa la camera del salone della cupola, diversi murales e soffitti dipinti, (1733–1735)
- St. James's Palace, la libreria, (1736–1737), demolita
- Westminster Hall, cortile gotico che racchiude i tribunali, (1738–1739), demolito
- York Minster, pulpito gotico e mobili del coro, (1741), rimosso
- Cattedrale di Gloucester, schermo gotico del coro, (1741), rimosso
- Horse Guards, (1750–1759)

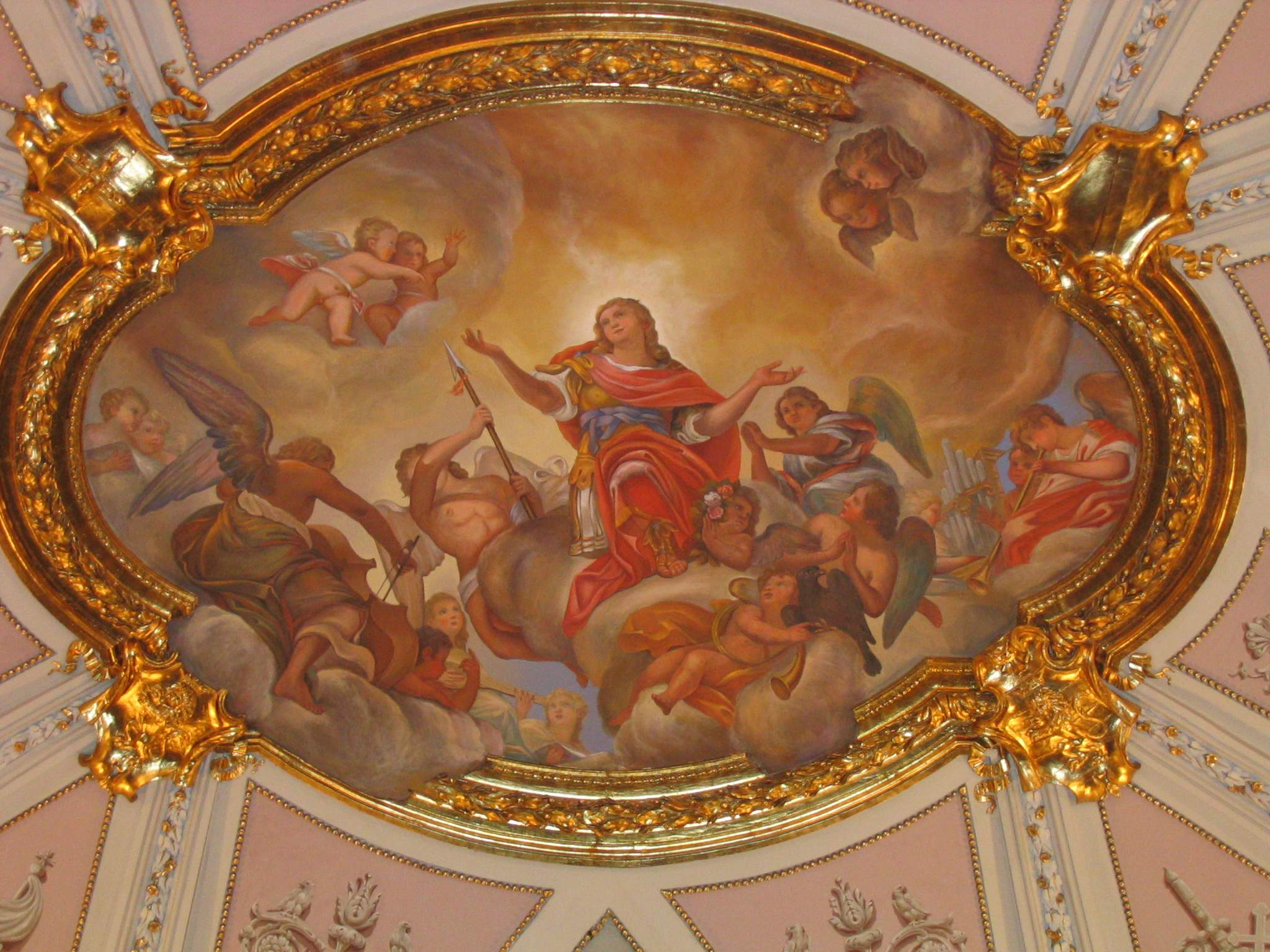
Dipinto sul soffitto della Chiesa di San Giuliano dei Fiamminghi, Roma, L'apoteosi di san Giuliano, 1717
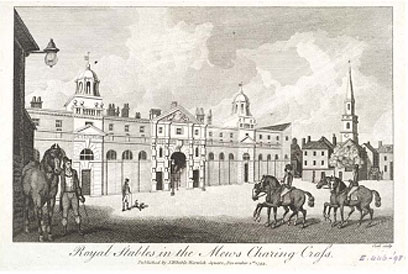
Royal Mews
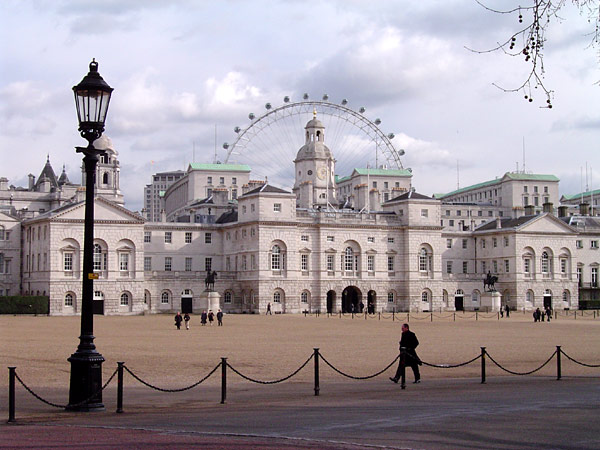
Horse Guards
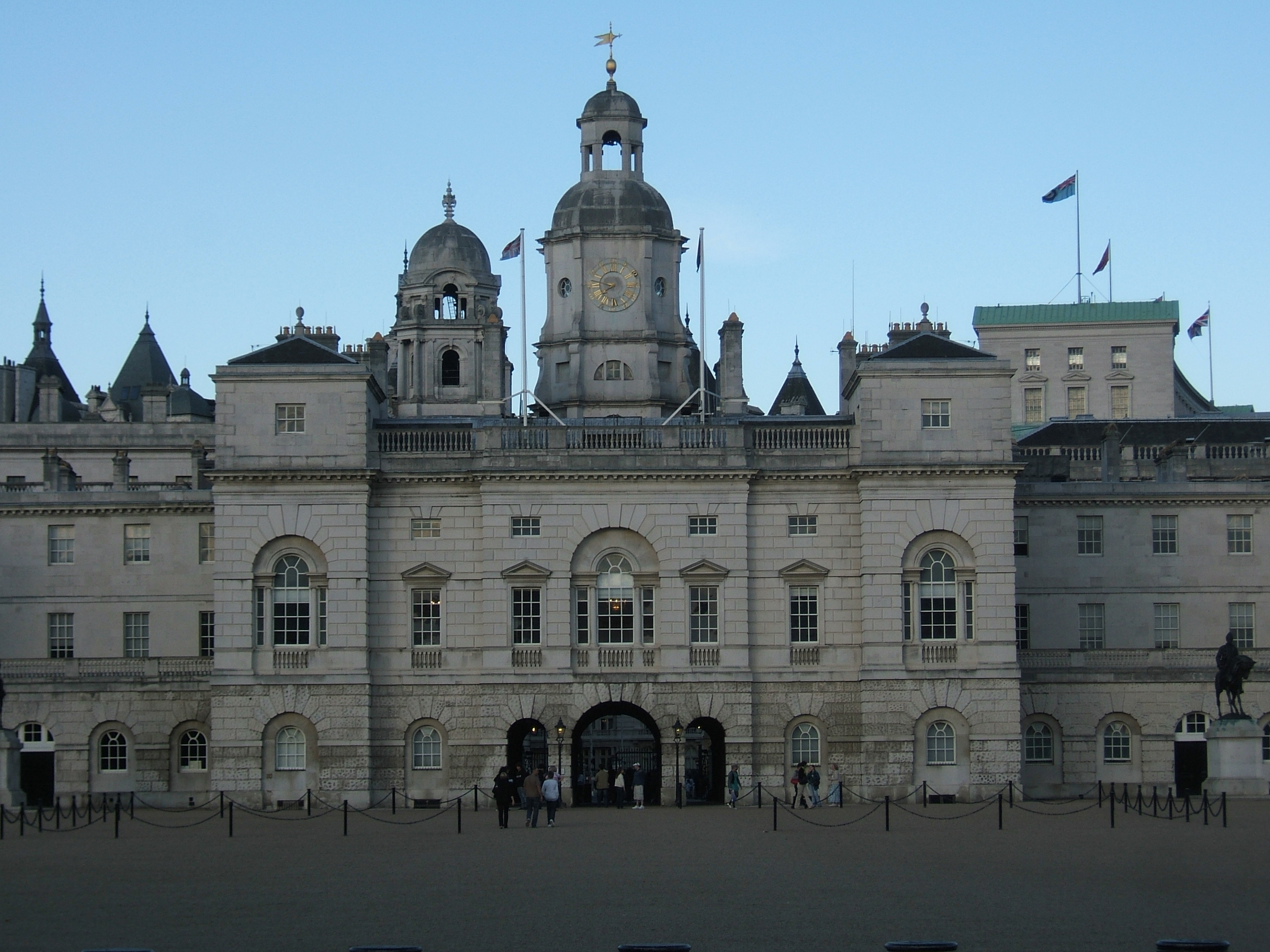
Horse Guards
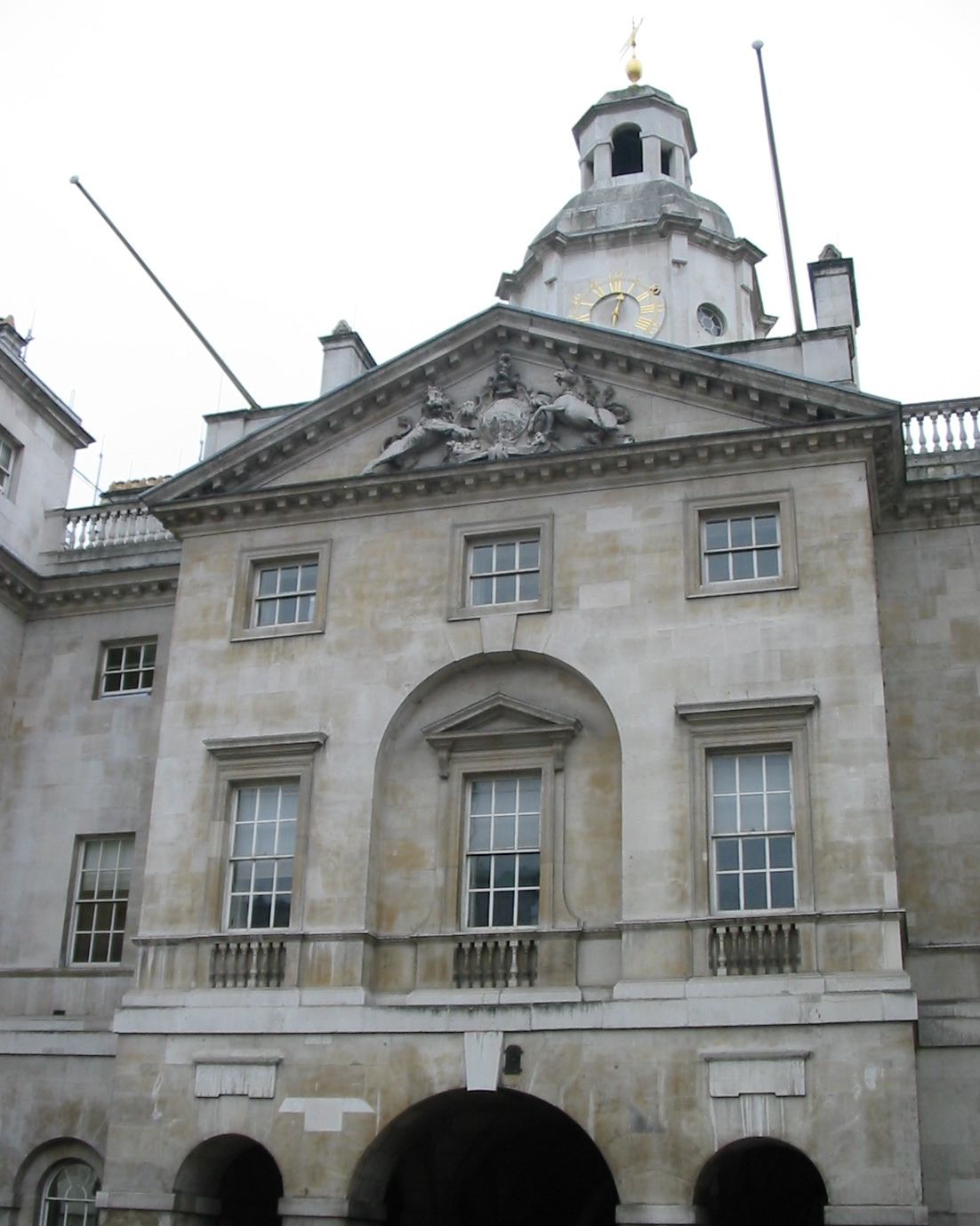
Horse Guards
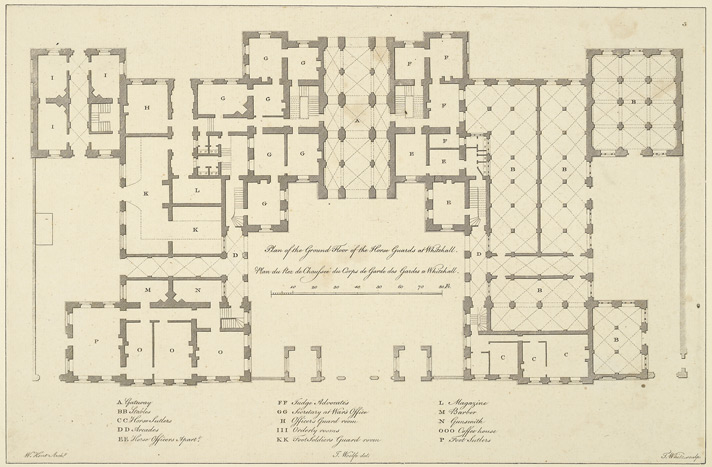
Horse Guards, piantina
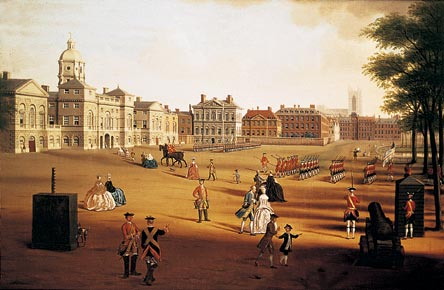
Horse Guards, parata, il Palazzo del Tesoro di Kent è l'edificio in pietra appena oltre l'edificio delle Guardie a cavallo
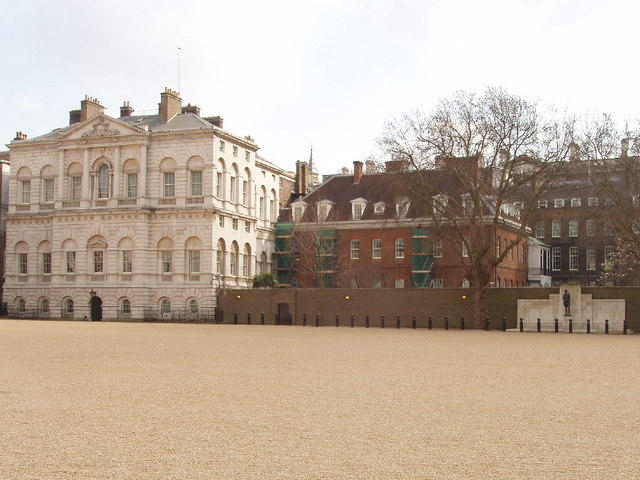
Ex Palazzo del Tesoro, sulla destra
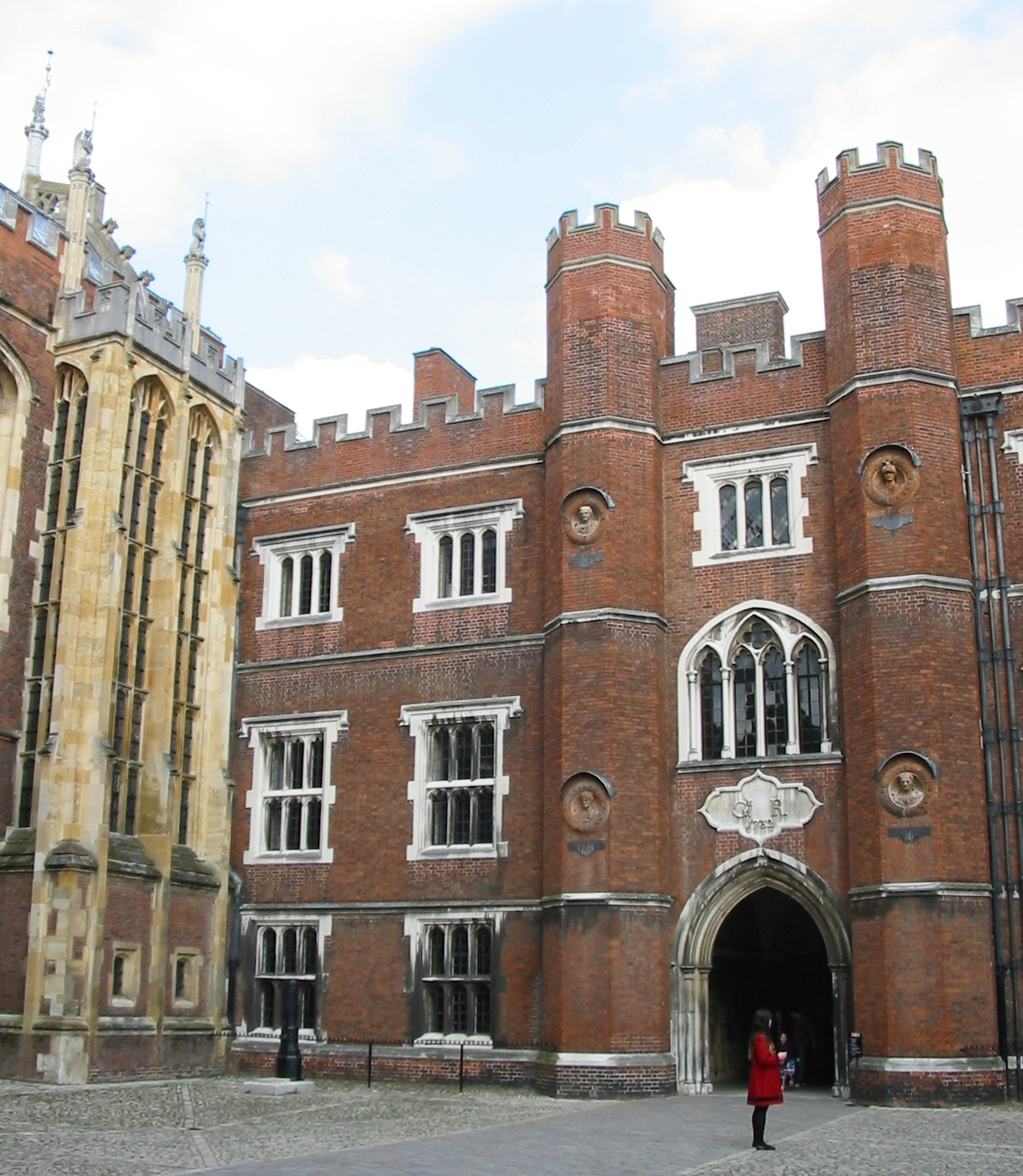
Porta sulla destra, dell'orologio del tribunale, Hampton Court Palace
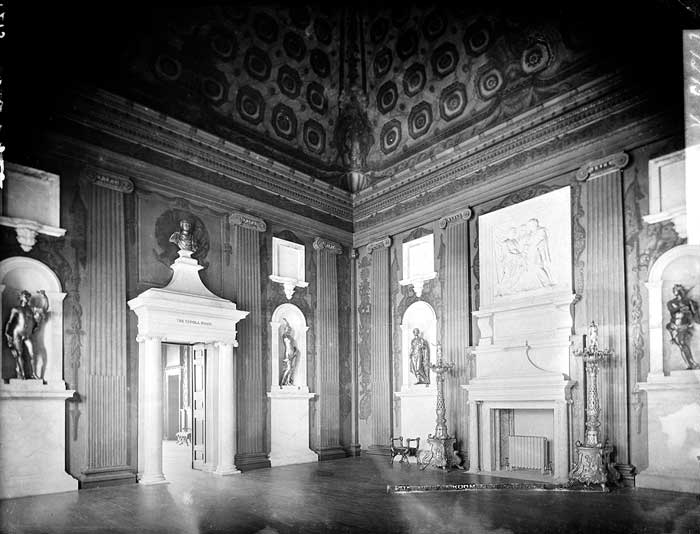
Kensington Palace, sala della cupola
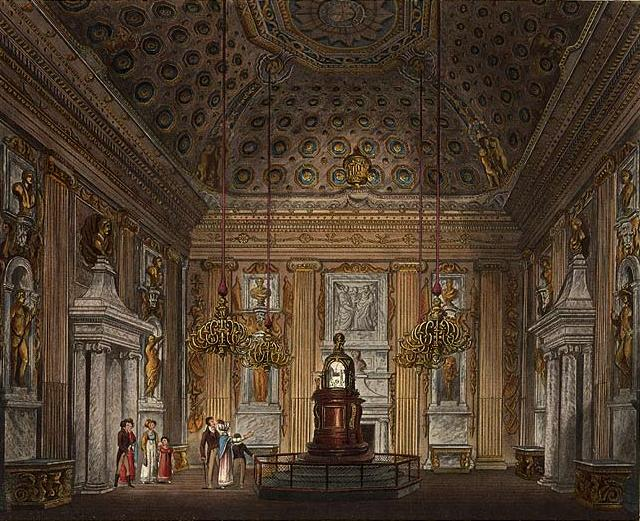
Kensington Palace, sala della cupola
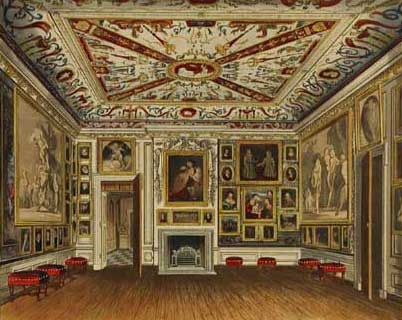
Dipinto sul soffitto, sala delle udienze, Kensington Palace
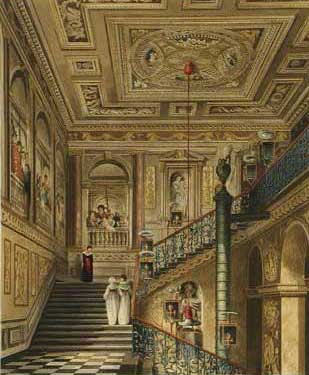
Murale e soffitto, scalone, Kensington Palace
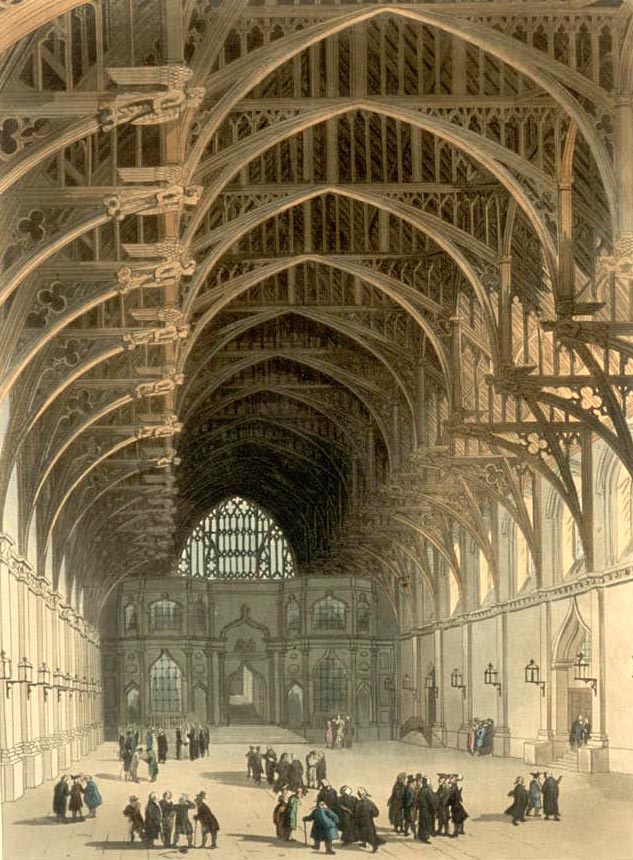
Westminster Hall, con la parete divisoria di Kent
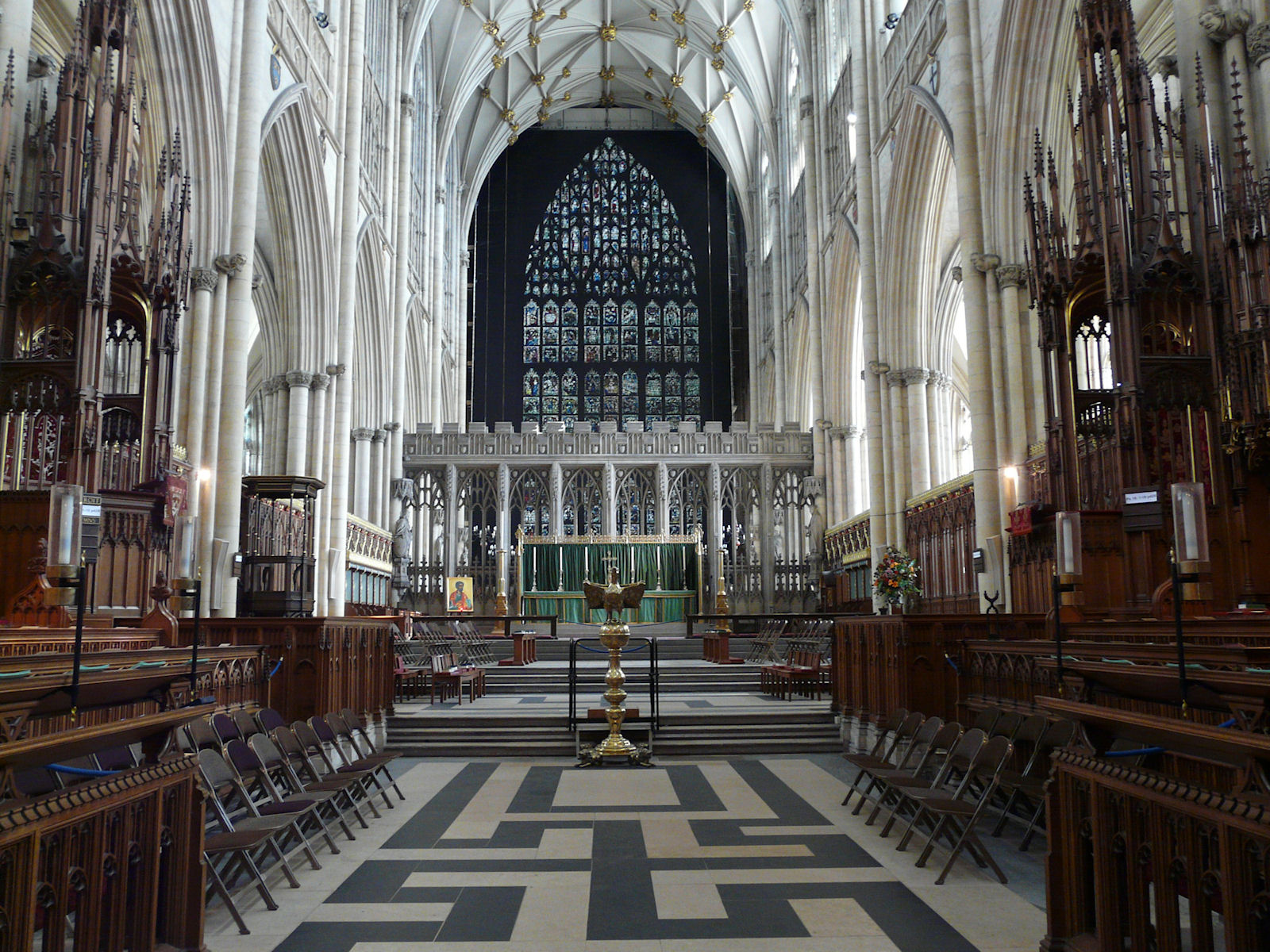
Coro York Minster, mostra il pavimento in bianco e nero di Kent

### Memoriali chiese
- Cattedrale di Chester, per John e Thomas Wainwright
- Henry VII Lady Chapel, per George Monck, I duca di Albemarle, (1730)
- York Minster, per Thomas Watson Wentworth, (1731)
- Westminster Abbey per Isaac Newton, scolpito da John Michael Rysbrack, (1731)
- Chiesa di Kirkthorpe, per Thomas e Catherine Stringer, (1731–1732)
- Blenheim Palace, Cappella, per John Churchill, I duca di Marlborough, scolpito da John Michael Rysbrack, (1733)
- Westminster Abbey, per James Stanhope, I conte Stanhope, (1733)
- Westminster Abbey, per William Shakespeare, scolpito da Peter Scheemakers, (1740)
- Ashby-de-la-Zouch, per Theophilus Hastings, IX conte di Huntingdon, (1746)

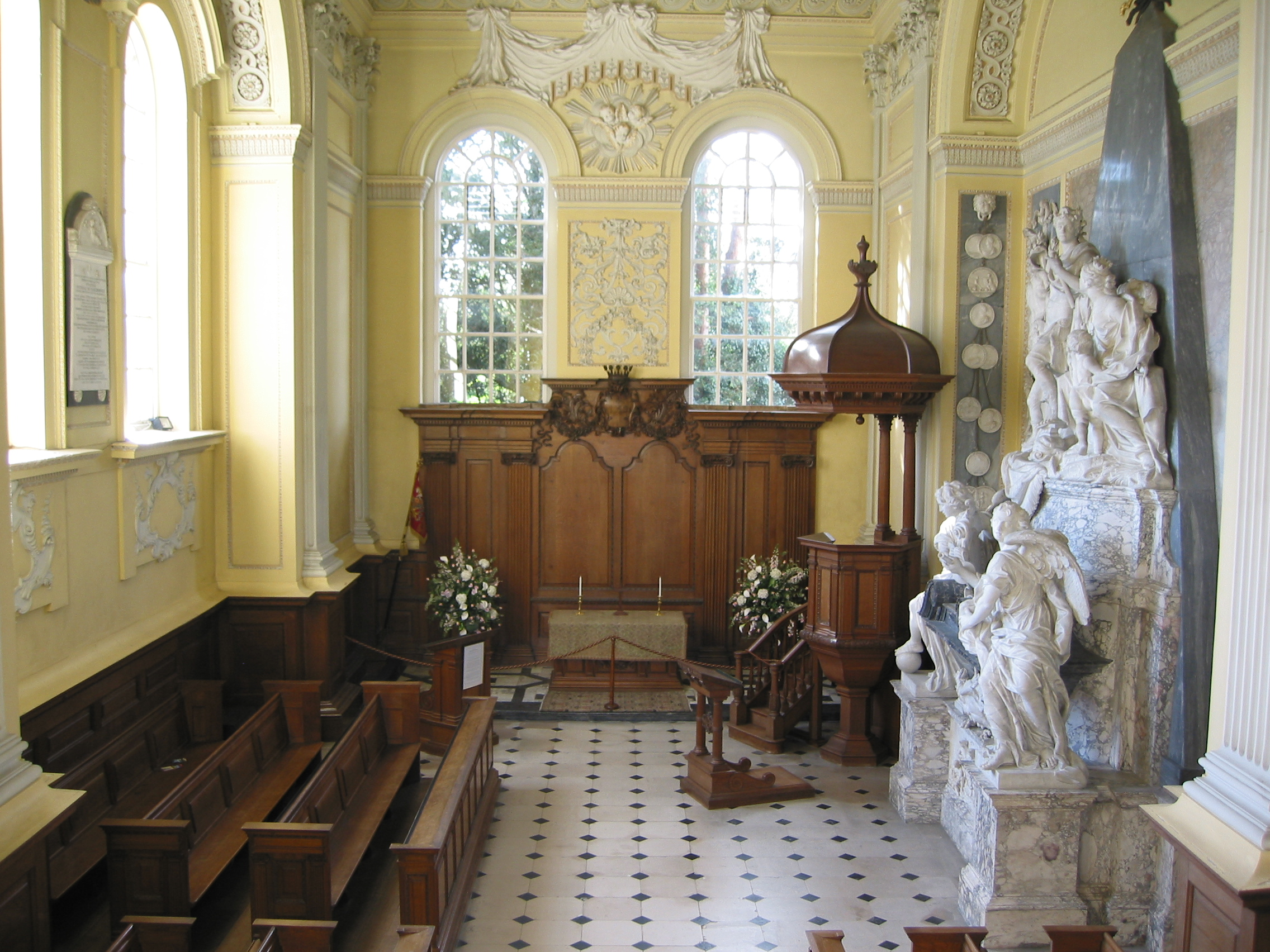
Blenheim Palace, cappella, tomba di Marlborough sulla destra
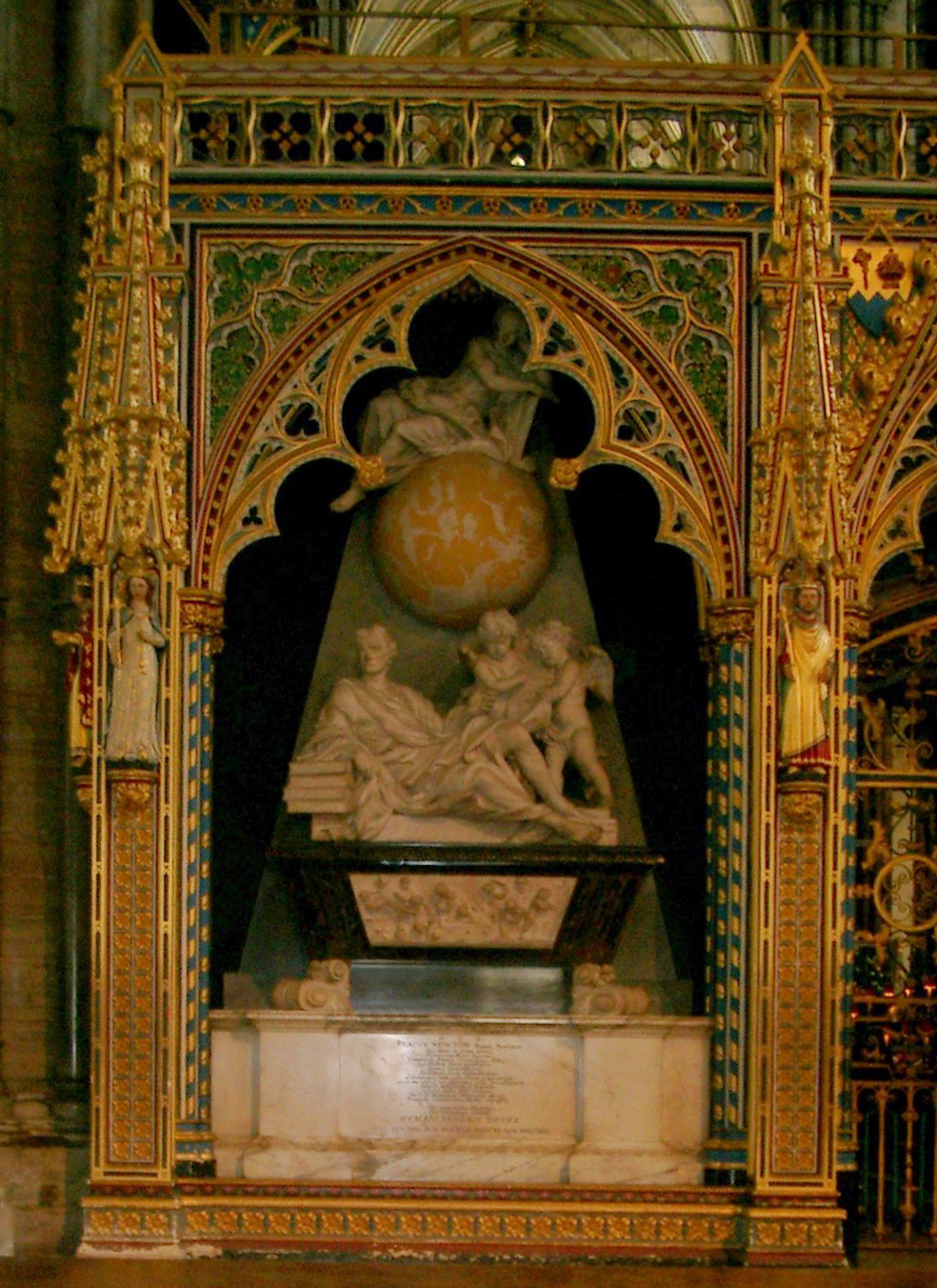
Westminster Abbey, memoriale di Isaac Newton
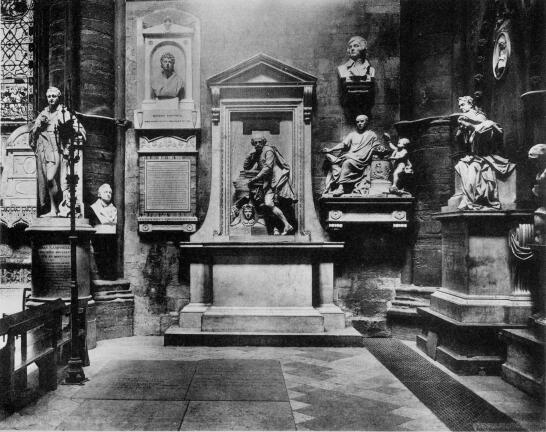
Westminster Abbey, angolo dei poeti con il memoriale di Shakespeare